# Lekkoatletyka na Letnich Igrzyskach Paraolimpijskich 2012 – 100 metrów T38 kobiet
W biegu na 100 metrów kl. T38 kobiet podczas Letnich Igrzysk Paraolimpijskich 2012 rywalizowało ze sobą 11 zawodniczek. W konkursie udział wzięły zawodniczki z porażeniem mózgowym, będące w niewielkim stopniu upośledzone.

## Wyniki

### Eliminacje

#### Bieg 1
| Miejsce | Zawodniczka                | Państwo   | Czas  | Uwagi |
| ------- | -------------------------- | --------- | ----- | ----- |
| 1.      | Chen Junfei                | Chiny     | 14.00 | Q, RR |
| 2.      | Margarita Gonczarowa       | Rosja     | 14.03 | Q     |
| 3.      | Sonia Mansour              | Tunezja   | 14.40 | Q, SB |
| 4.      | Torita Isaac               | Australia | 14.67 | q     |
| 5.      | Norsyazwani Binti Abdullah | Malezja   | 15.34 |       |

#### Bieg 2
| Miejsce | Zawodniczka    | Państwo         | Czas  | Uwagi |
| ------- | -------------- | --------------- | ----- | ----- |
| 1.      | Inna Stryżak   | Ukraina         | 13.68 | Q, SB |
| 2.      | Xiong Dezhi    | Chiny           | 14.07 | Q, PB |
| 3.      | Olivia Breen   | Wielka Brytania | 14.21 | Q     |
| 4.      | Jenifer Santos | Brazylia        | 14.66 | q, SB |
| 5.      | Katie Parrish  | Australia       | 14.75 |       |
| 6.      | Tamira Slaby   | Niemcy          | DSQ   |       |

### Finał
| Miejsce | Zawodniczka          | Państwo         | Czas  | Uwagi |
| ------- | -------------------- | --------------- | ----- | ----- |
|         | Margarita Gonczarowa | Rosja           | 13.45 | PB    |
|         | Chen Junfei          | Chiny           | 13.53 | AR    |
|         | Inna Stryżak         | Ukraina         | 13.64 | SB    |
| 4       | Xiong Dezhi          | Chiny           | 14.32 |       |
| 5       | Olivia Breen         | Wielka Brytania | 14.42 |       |
| 6       | Sonia Mansour        | Tunezja         | 14.45 |       |
| 7       | Torita Isaac         | Australia       | 14.50 | PB    |
| 8       | Jenifer Santos       | Brazylia        | 14.87 |       |